# Taner Yalçın
Taner Yalçın (Colonia, Alemania, 18 de febrero de 1990) es un futbolista alemán de origen turco. Juega de centrocampista y su equipo es el F. C. Hürth de la Oberliga Mittelrhein.

## Selección nacional
Ha sido internacional con la selección de fútbol sub-21 de Alemania.

## Clubes
| Club                                    | País     | Año       |
| --------------------------------------- | -------- | --------- |
| F. C. Colonia                           | Alemania | 2008-2012 |
| Estambul Büyükşehir Belediyesi (cedido) | Turquía  | 2011-2012 |
| Estambul Büyükşehir Belediyesi          | Turquía  | 2012-2013 |
| Kayserispor                             | Turquía  | 2013-2014 |
| Elazığspor                              | Turquía  | 2015      |
| Kayseri Erciyesspor                     | Turquía  | 2015      |
| Kastamonuspor                           | Turquía  | 2016      |
| S. V. Sandhausen                        | Alemania | 2016-2017 |
| İnegölspor                              | Turquía  | 2018-2019 |
| Sivas Belediyespor                      | Turquía  | 2019-2020 |
| F. C. Hürth                             | Alemania | 2021-     |